# Zyklon Chido
Zyklon Chido (amtlich Intense Tropical Cyclone Chido) war der zweite tropische Wirbelsturm der Zyklonsaison im Südwestindik 2024–2025, der Mitte Dezember 2024 vor allem auf Mayotte und in Mosambik zu Schäden und einer hohen, noch unbekannten Zahl an Todesopfern führte. Stand 27. Dezember 2024 wurden 39 Tote auf Mayotte, 120 in Mosambik und 13 in Malawi registriert sowie insgesamt rund 4900 Verletzte.

## Meteorologie

### Sturmverlauf

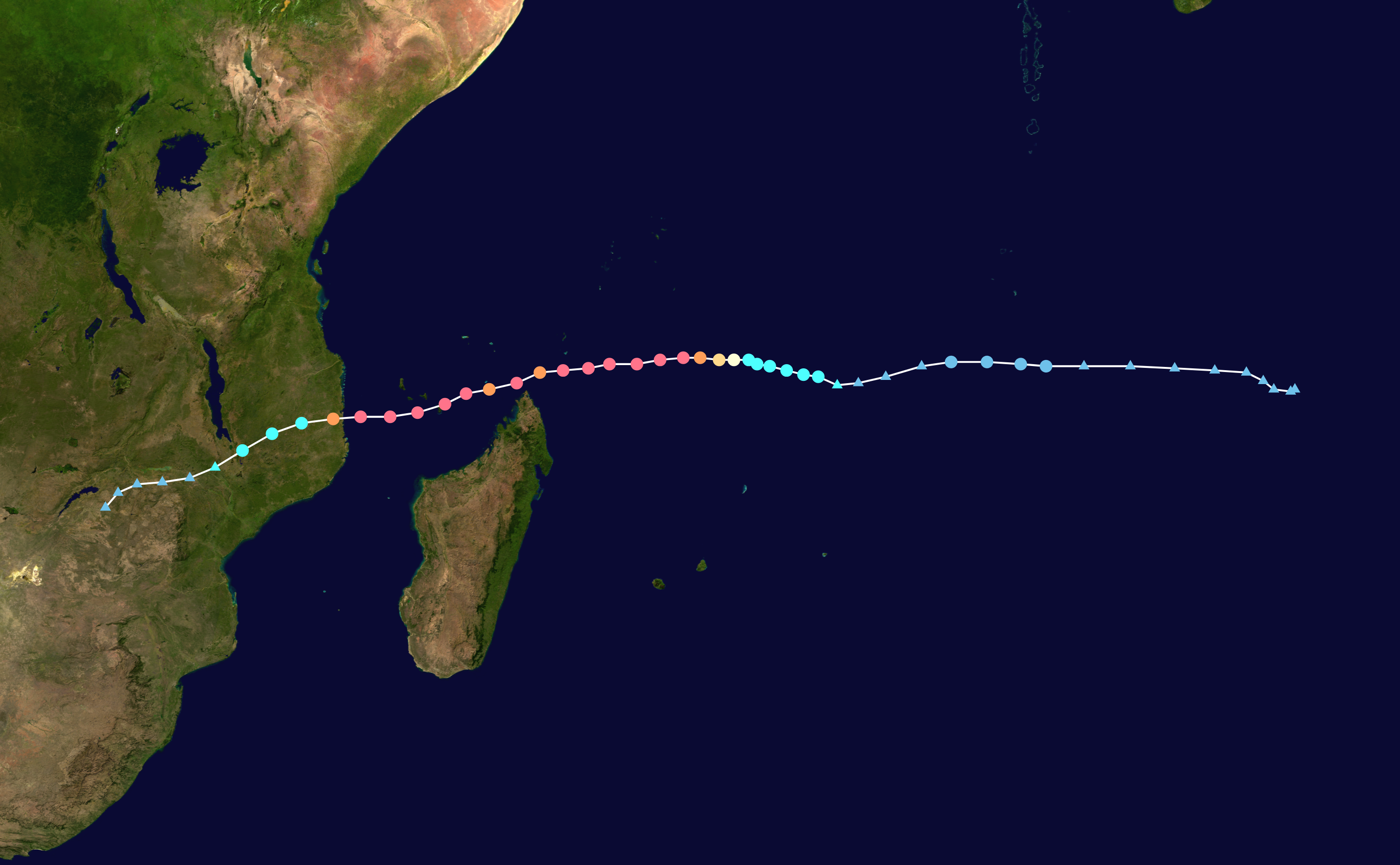
Zugbahn von Zyklon Chido mit Kategorisierung nach Saffir-Simpson-Hurrikan-Windskala
Tropisches Tief
Tropischer Sturm
Kategorie 1
Kategorie 2
Kategorie 3
Kategorie 4
Kategorie 5

Am 5. Dezember 2024 bildete sich eine Störung im Südwestindik und nahm über die nächste Woche an Intensität zu. Am 12. Dezember traf Chido mit Kategorie 4 auf der Saffir-Simpson-Hurrikan-Windskala als stärkster Zyklon seit Zyklon Andry im Jahr 1983 auf die zur Mauritius gehörenden Agalega-Inseln. Chido zog weiter gen Westen und passierte Madagaskar am 13. Dezember nördlich. Durch die warmen Meeresoberflächentemperaturen von bis zu 29 °C und geringe vertikale Windscherung behielt Chido eine hohe Intensität. Am 14. Dezember traf der Zyklon Mayotte als Kategorie-4-Sturm mit Böen, die über 220 km/h erreichten. Der Sturm zog weiter nach Westen und traf am 15. Dezember etwa 30 Kilometer südlich der Stadt Pemba im Distrikt Mecúfi der Provinz Cabo Delgado in Mosambik mit Kategorie 4 auf das afrikanische Festland. Dort erreichten die Windgeschwindigkeiten 120 km/h, begleitet von Gewittern und über 250 mm Niederschlägen innerhalb von 24 Stunden. Am 16. Dezember um 6:00 UTC befand sich das Zentrum des Zyklons im Süden Malawis mit maximal anhaltenden Windgeschwindigkeiten von 74 km/h und starken Niederschlägen zwischen 100 und 150 mm. Der Sturm zog weiter gen Westen in die Provinz Tete in Mosambik. Es wird prognostiziert, dass sich der Sturm am 17. Dezember nahe Simbabwe auflöst.

### Einflussfaktoren
Eine Attributionsstudie des Grantham Institute am Imperial College London ergab eine um 40 Prozent erhöhte Wahrscheinlichkeit für die erreichte Windstärke von Zyklon Chido im heutigen, erwärmten Klima gegenüber dem vorindustriellen. In einem um weitere 2,6 °C wärmeren Klima würde sich nach ihrer Schätzung die Wahrscheinlichkeit für das Auftreten eines Zyklons gleicher Stärke um weitere 26 Prozent erhöhen.

## Vorbereitungen und Folgen

### Mayotte
Für eine schnelle Bestandsaufnahme wurden Satellitenbeobachtungen des Copernicus Emergency Management Service angefordert. Auf der Nordseite der Hauptinsel wurde am 13. Dezember 2024 um 18:00 CAT die höchste Alarmstufe ausgegeben. Laut der Abgeordneten Estelle Youssouffa hätten sich jedoch die meisten Familien in den Armenvierteln trotz Bitten der Behörden geweigert, Schutz zu suchen. Viele Migranten ohne Aufenthaltspapiere verließen die Slums aus Angst vor einer Abschiebung nicht.
Stand 27. Dezember wurden 39 Todesopfer und rund 4000 Verletzte registriert. Es wird jedoch insgesamt von Hunderten bis möglicherweise sogar über tausend Todesopfern ausgegangen. Ganze Slums wurden völlig zerstört. Stand 16. Dezember waren etwa 85 % der Insel ohne Strom und etwa 80 % der Telefone nicht nutzbar. Zudem wurde die Trinkwasserversorgung und der Zugang zu Nahrungsmitteln beeinträchtigt. Etwa 75 % der Bevölkerung lebten bereits unterhalb der Armutsgrenze.
Auch in ökologischer Hinsicht waren die Schäden auf Mayotte verheerend. Ein rund 300 Jahre alter Afrikanischer Affenbrotbaum stürzte auf ein Restaurant. Der restliche von Kokospalmen, Bananen und Mangobäumen dominierte Baumbestand der Insel wurde durch den Zyklon ebenfalls weitestgehend zerstört. Ohne diesen können bei zukünftigen Starkregenereignissen hohe Mengen an Schlamm in die Lagune geraten, was ein Abtöten des dortigen Korallenriffs bedeutet. In diesem kommen rund 300 verschiedene Arten vor. An Land wurde zudem ein Rückgang der für die Bestäubung eine wichtige Rolle spielenden Fledertiere beobachtet, da diese ihre Nistplätze verloren. Braune Makis kamen auf der Suche nach Nahrung vermehrt in urbane Gebiete. Auch weitere Tier- und Pflanzenbestände wurden beeinträchtigt oder zerstört. Eine Erholung des Baumbestands könnte in etwa 10 Jahre erreicht werden. Es besteht jedoch die Gefahr, dass die Gebiete zum Teil in Landwirtschaftsflächen umgenutzt werden.

### Mosambik
In Mosambik kam es zu mindestens 120 Todesopfern, darunter 110 in der Provinz Cabo Delgado, sowie Schätzungen nach zu fast 900 Verletzten. Insgesamt waren über 24.000 Menschen von den Sturmschäden betroffen. Am schwersten fielen die Schäden in der Provinz Cabo Delgado aus und dort vor allem in den Distrikten Mecúfi und Chiúre, in denen „100 Prozent der Häuser“ betroffen sind. Chido zerstörte in der Provinz über 23.000 Häuser. Auch Schulen und Gesundheitseinrichtungen waren betroffen. Darüber hinaus traf es die Provinzen Nampula und Niassa und in geringerem Ausmaß Tete und den Norden der Provinz Manica. In den Provinzen Cabo Delgado und Nampula brach zudem das Stromnetz zusammen. Die Störung der Kommunikationswege erschwert die humanitäre Hilfe zusätzlich. Durch die Zerstörung der Wasser- und Sanitärinfrastruktur besteht zudem ein erhöhtes Risiko für die Übertragung von Krankheiten wie Cholera.

### Malawi
In Malawi wurden 13 Menschen getötet und fast 30 verletzt.

## Reaktionen
Chido war der verheerendste Zyklon seit 1934, der das französische Überseedepartement Mayotte traf. Die Komoren, aus denen viele Menschen in den Armenvierteln auf Mayotte leben, erklärten eine einwöchige Staatstrauer. Frankreich forderte über den EU-Zivilschutz-Mechanismus Unterstützung an. Um auf Mayotte Plünderungen zu verhindern, verhängte das französische Innenministerium eine zwischen 22 und 4 Uhr geltende, nächtliche Ausgangssperre. Zudem wurden zur Unterstützung der rund 1600 Sicherheitskräfte 400 Gendarme entsandt. Innenminister Bruno Retailleau reiste mit 160 Feuerwehrleuten und Soldaten nach Mayotte. Der französische Präsident Emmanuel Macron besuchte die Insel vom 19. bis 20. Dezember. Auf Rücktrittsrufe der Einwohner entgegnete Macron „Ihr habt es gut, dass ihr in Frankreich seid. Denn wenn dies nicht Frankreich wäre, würdet ihr noch zehntausendmal tiefer in der Scheiße stecken!“, wofür er unter anderem von dem sozialistischen Parteichef Olivier Faure kritisiert wurde. Macron kündigte neben dem Wiederaufbau der zerstörten Infrastruktur und Gebäude auf Mayotte an, die „illegale Einwanderung“ auf der Insel stärker zu bekämpfen. Für den 23. Dezember wurde in Frankreich eine Staatstrauer verhängt und in einer Schweigeminute um 11 Uhr Ortszeit der Opfer des Zyklons gedacht.
Der mosambikanische Präsident Daniel Chapo besuchte am 22. Dezember die betroffenen Gebiete in seinem Land. Der UN-Nothilfekoordinator Tom Fletcher stellte 4 Millionen US-Dollar aus dem Central Emergency Response Fund (CERF, deutsch „Zentraler Nothilfefonds“) für Mosambik bereit.